# Attaque de l'université de Garissa
L'attaque de l'université de Garissa est un attentat perpétré le 2 avril 2015 à Garissa au Kenya par le groupe djihadiste somalien Harakat al-Chabab al-Moudjahidin. Elle cible les étudiants de l'université de la ville et fait 152 morts, dont 142 étudiants, 3 policiers, 3 militaires, et 4 terroristes,. C'est l'une des attaques les plus meurtrières des chebab, qui précisent lors de leur revendication avoir trié leurs victimes, épargné les musulmans pour n’assassiner que les chrétiens. Le nombre précis d'assaillants reste aujourd'hui inconnu.

## Contexte

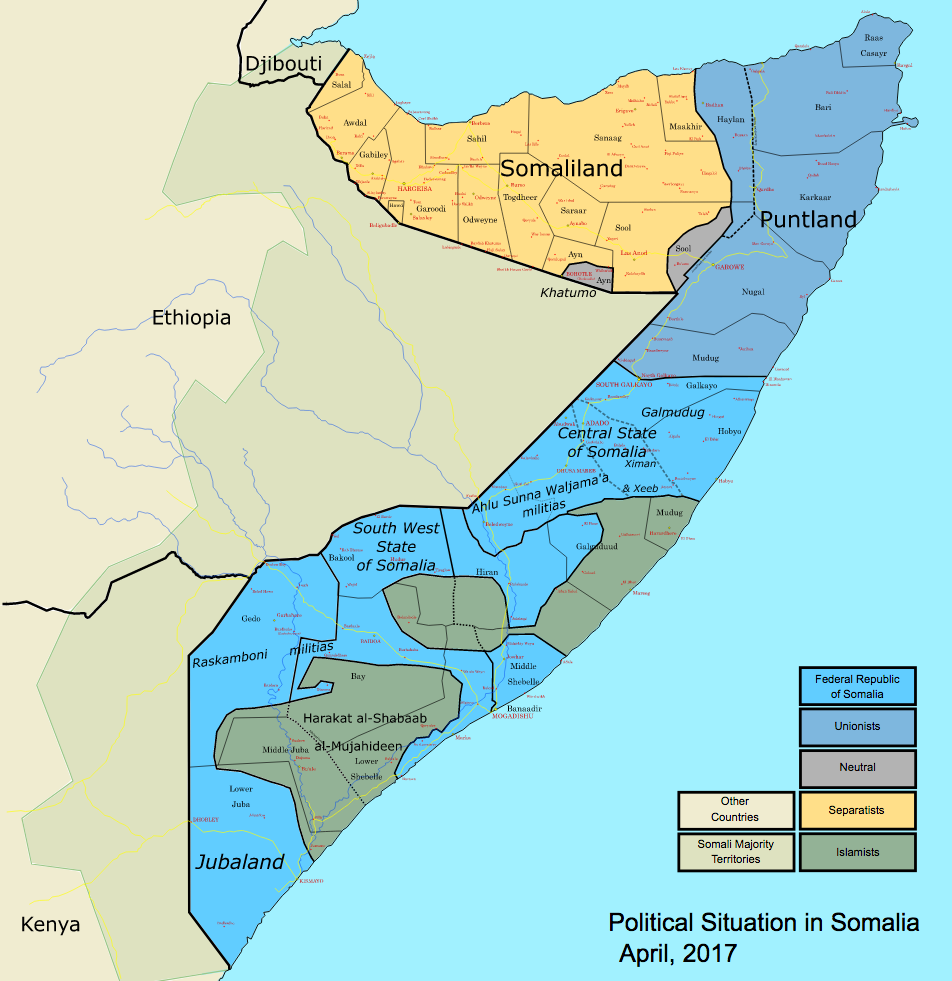
Situation en Somalie en octobre 2014

Les combattants du Harakat al-Chabab al-Moudjahidin multiplient les attentats sur le territoire kényan depuis 2011, jusqu'à Nairobi et sur la côte touristique du pays, notamment à Mombasa, principal port d'Afrique de l'Est. Ils ont ainsi revendiqué le spectaculaire assaut contre le centre commercial Westgate de Nairobi en 2013 (67 morts) et une série de raids sanglants contre des villages de la côte kényane en juin et juillet 2014 (au moins 96 personnes exécutées). Les zones kényanes situées le long des 700 km de frontière avec la Somalie - particulièrement les régions de Mandera et Wajir (nord-est) ainsi que celle de Garissa - sont aussi régulièrement la cible d'attaques.
Au moins 200 personnes ont été tuées et au moins autant blessées en 2014 au Kenya dans des attaques revendiquées par les shebab ou qui leur ont été attribuées, selon un décompte établi par l'AFP.

## Déroulement des faits
Le 2 avril 2015 vers 5 h 30, des éléments du Harakat al-Chabab al-Moudjahidin prennent d'assaut l'université de Garissa dans l'est du Kenya, à moins de 200 km de la frontière somalienne. Les terroristes – cinq à sept hommes, selon différentes sources – tuent deux gardes à l'entrée, puis exécutent dans la foulée un groupe d’étudiants priant à la chapelle de l’université. Le commando se serait ensuite retranché dans l’un des quatre dortoirs du campus sous le feu des policiers dépêchés sur place, selon la version officielle. En revendiquant leur attaque sur l’université, les chebab précisent qu’ils ont trié leurs victimes, épargné les musulmans pour n’assassiner que les chrétiens. L'assaut dure au total douze heures. Le nombre précis d'assaillants reste aujourd'hui inconnu.
L'assaut fait 152 tués, dont 142 étudiants, 3 policiers, 3 militaires, et 4 terroristes.

## Identité des assaillants
L'identité d'un des quatre terroristes est rendue publique le 5 avril par le ministère de l'Intérieur du pays. Il s'agit d'un jeune ressortissant kenyan originaire de la région de Mandera, située dans l'extrême nord-est du Kenya, frontalière de la Somalie. Brillant étudiant en droit et fils d'un fonctionnaire local, il aurait rejoint les chebab à l'obtention de son diplôme en 2013. Son père, un responsable d'une circonscription du comté de Mandera, avait signalé sa disparition et le soupçonnait d'être parti en Somalie. Il aidait la police à en retrouver la trace lorsque l'attentat a eu lieu.
D'après les premiers témoignages, les autres terroristes, dont les identités restent inconnues, communiquaient aussi en swahili durant l'assaut.
Le 1er juin 2016, les autorités somaliennes annoncent la mort du cerveau présumé du massacre de Garissa, Mohamed Mohamud, dit Kuno, Dulyadin ou encore Gamadhere, « tué par des commandos somaliens et les forces spéciales du Jubaland » près du port de Kismaayo avec trois autres « hauts commandants » shebab. Les shebabs confirment sa mort le 18 juin.

## Revendication
L'attaque est revendiquée le jour même par le Harakat al-Chabab al-Moudjahidin. Le cerveau présumé de l'attaque serait Mohamed Mohamud, alias «Kuno». Cet ancien professeur kényan d'une école coranique de Garissa a d'abord rejoint le mouvement des Tribunaux islamiques, maître de Mogadiscio en 2006, avant de passer par une milice islamiste aujourd'hui alliée des troupes kényanes dans le sud somalien, puis de rejoindre les chebab.